# Lloyd Quarterman
Lloyd Albert Quarterman (Filadélfia, 31 de maio de 1918 — Chicago, agosto de 1982) foi um químico afro-americano.
Trabalhou principalmente com flúor. Durante a Segunda Guerra Mundial trabalhou no Projeto Manhattan onde, desenvolveu o primeiro reator nuclear do mundo.